# Arnaldo Pambianco
Arnaldo Pambianco (Bertinoro, 16 augustus 1935 – aldaar, 6 juli 2022) was een Italiaans wielrenner. Hij was een zeer regelmatig renner, die goed mee kon in de bergen en ook goed was tegen de klok. Hij reed voor enkele belangrijke Italiaanse ploegen waaronder Legnano, Ignis van Ercole Baldini en Salvarani, de ploeg waarin Felice Gimondi in 1965 debuteerde.

## Belangrijkste overwinningen
1960
- Milaan-Turijn

1961
- Eindklassement Giro d'Italia

1963
- Eindklassement Ronde van Sardinië

1964
- Brabantse Pijl

## Resultaten in voornaamste wedstrijden
| Jaar | Ronde van Italië | Ronde van Frankrijk | Ronde van Spanje |
| ---- | ---------------- | ------------------- | ---------------- |
| 1958 | 27e              |                     |                  |
| 1959 | opgave           |                     |                  |
| 1960 | 7e               | 7e                  |                  |
| 1961 | ↑                |                     |                  |
| 1962 | opgave           | 25e                 |                  |
| 1963 | 13e (1)          |                     |                  |
| 1964 | 13e              | 21e                 |                  |
| 1965 | 19e              | 19e                 |                  |
| 1966 | 35e              |                     |                  |

| Jaar | Milaan-San Remo | Ronde van Vlaanderen | Parijs-Roubaix | Ronde van Lombardije |  | WK op de weg |
| ---- | --------------- | -------------------- | -------------- | -------------------- |  | ------------ |
| 1958 |                 |                      |                |                      |  |              |
| 1959 | 100e            |                      |                | 21e                  |  |              |
| 1960 | 36e             |                      |                | 75e                  |  |              |
| 1961 | 63e             |                      |                | 10e                  |  | 22e          |
| 1962 |                 |                      |                |                      |  | 5e           |
| 1963 |                 |                      |                |                      |  |              |
| 1964 | 67e             | 37e                  |                |                      |  |              |
| 1965 | 28e             |                      | 30e            |                      |  |              |
| 1966 | 41e             |                      |                |                      |  |              |